# 알-자라르 전차
알-자라르 주력전차(Al-Zarrar MainBattleTank)는 2.5세대 전차로, 중국의 59식 전차의 베이스를 기반으로 개량한 파키스탄의 주력전차 중 하나다. 1990년 사업 진행의 시작과 함께 개발이 착수되어 2004년부터 실전 배치되어, 파키스탄 육군 내의 59식 전차를 대체해나갔다. 2008년에 알-자라르를 방글라데시에게 기술이전과 함께 수출을 하기 위해 협상을 시도했으나 실패하고 아직까지 사용국가는 파키스탄 1개국 밖에 없는 실정이다.

## 역사
1990년대 당시, 파키스탄 육군은 노후화된 중국제 59식 전차를 교체하기 위한 대규모 전차 사업을 결정했다. 탁실라 중공업은 1990년에 59식 전차를 기본 베이스로 개량된 알-자라르 전차를 설계했고, 기존 59식보다 화력과 방호력이 모두 업그레이드됐다. 59식 전차의 차체를 그대로 뜯어고쳐 부품을 교체하는 일종의 개량 사업이었다. 사업의 1차 업그레이드는 1997년에 완료됐다. 현대 전장에서 필요한 기동능력과 생존성을 확보했고, 2차 업그레이드는 1998년에 시작됐고 59식에 더 많은 수정을 가했다.

## 운용국가
- 파키스탄

## 특징

### 사격 통제 시스템
알-자라르 주력전차의 주무기는 125mm 구경의 크롬 도금된 주포다. 날탄(APFSDS)인 Naiza 포탄은 2km 사거리에서 550mm RHA 장갑을 관통할 수 있는 성능을 갖고 있다. 주포에는 2축 안정화 시스템과 열화상 장치가 지휘관과 사수를 위해 사통장치에 통합돼 있다. 사통장치는 레이저 거리 측정기 덕분에 정확한 거리 정보를 구할 수 있고 탄도 컴퓨터가 정확성을 향상시켜준다. 포신 제어 시스템도 있다. 
보조무기는 포탑 지붕에 장착돼 있는 12.7mm 대공 기관총과 7.62mm 동축 기관총이 있다.

### 기동성
액체 냉각 식 12 기통 디젤 엔진으로 동력을 공급받으며 730 hp (540 kW)의 동력 출력과 1300-1400 rpm의 305 kg.m의 토크 출력을 제공한다. 40톤의 전투 중량으로 Al-Zarrar는 18.3hp / tonne의 출력 대 중량비 와 최고 속도 65km / h를 제공한다. 승무원의 편안함은 변형 된 토션 바 서스펜션 시스템에 의해 59식 전차보다 개선되었다.

### 생존성
Al-Zarrar는 모듈 식 합성 갑옷과 폭발성 반응 갑옷 을 사용하여 대전차 미사일, 지뢰 및 기타 무기로부터 향상된 보호 기능을 제공한다. 파키스탄의 ATCOP LTS-1 레이저 위협 경고 시스템은 탱크가 레이저 거리 측정기 또는 레이저 지시기의 타켓이 될지 여부를 탱크 승무원에게 알리기 위해 설치됐다. 연기 총탄 발사기는 포탑의 측면에 장착됐다. 승무원 생존 능력을 향상시키기 위해 자동 소화 및 폭발 억제 시스템이 설치됐다.

## 같이 보기
- MBT-2000
- K1 전차